# April Winchell
April Terri Winchell, född 4 januari 1960 i New York, är en amerikansk skådespelerska, röstskådespelerska, värd, radiopratare och reporter.
Som röstskådespelare har hon medverkat i King of the Hill, Phineas & Ferb, Pucca, Kim Possible, Rasten, Långbens galna gäng, Hos Musse, Musses klubbhus, Legenden om Tarzan, m.m. Hon är dotter till Paul Winchell.